# Le Complot (film, 1988)
Pour les articles homonymes, voir Le Complot.
Pour plus de détails, voir Fiche technique et Distribution.
Le Complot (To Kill a Priest) est un film français réalisé par Agnieszka Holland et sorti en 1988. Le film s'inspire de la vie du prêtre Jerzy Popiełuszko, membre de Solidarność, arrêté, torturé et assassiné par la police secrète communiste, la Służba Bezpieczeństwa (Sécurité intérieure), le 19 octobre 1984.

## Synopsis
Un officier de la police secrète SB, Stefan (Ed Harris), fanatique et émotionnellement déséquilibré, décide de tuer un jeune prêtre populaire, le père Alec (Christophe Lambert), afin de briser le mouvement Solidarność qui menace le régime communiste...

## Fiche technique
- Titre français : Le Complot
- Titre anglophone : To Kill a Priest
- Réalisation : Agnieszka Holland
- Scénario : Jean-Yves Pitoun, Agnieszka Holland et Michael Cooper (adaptation anglaise)
- Décors : Emile Ghigo, Danka Semenovicz
- Photographie : Adam Holender
- Montage : Hervé de Luze
- Musique : Georges Delerue
- Production : Jean-Pierre Alessandri, Timothy Burrill, Michael Cooper et Marie-Christine Lefebvre Nathalie Serfaty
- Sociétés de production : Columbia Pictures, France 3
- Société de distribution : Columbia Pictures
- Pays :  France et  États-Unis
- Format : Couleurs - 35 mm  - 2,35:1 - Son Dolby
- Genre : drame, historique et thriller
- Durée : 117 minutes
- Dates de sortie : 
  - France : 7 septembre 1988
  - États-Unis : 13 octobre 1989

## Distribution
- Christophe Lambert : Père Alek
- Ed Harris : Stefan
- Joss Ackland : le colonel
- Tim Roth : Feliks
- Timothy Spall : Igor
- Pete Postlethwaite : Josef
- Cherie Lunghi : Halina
- Joanne Whalley : Anna
- David Suchet : le cardinal
- Charles Condou : Marek
- Wojciech Pszoniak : le joueur de bridge
- André Chaumeau : Wacek
- Paul Crauchet : le père d'Alec
- Janine Darcey : la mère d'Alec
- Brian Glover : le ministre
- Gregor Fisher : Père Irek
- Matyelok Gibbs : la femme du colonel
- Nicolas Serreau : Staszek
- Vincent Grass : Volak
- Johnny Allen
- Raoul Delfosse
- Éric Duret
- Huguette Faget
- Anne-Marie Pisani
- Jean-Pierre Stewart
- Hanna Sylberg